# Доктор Сус
Теодор Сус Гајзел (енгл. Theodor Seuss Geisel, IPA: ; Спрингфилд, 2. март 1904 — La Jolla, 24. септембар 1991) био је амерички аутор, политички карикатуриста, песник, аниматор, издавач књига и уметник. Славу је стекао као аутор низа дечијих књига, које је писао под својим дописничким псеудонимом Dr. Seuss (IPA: , Др Сус).
Његова дела укључују неколико најпопуларнијих дечијих књига свих времена, чији је тираж износио преко 600 милиона копија, и које су, до тренутка његове смрти, преведене на више од 20 језика.
Гајзел је, током својих студија на Колеџу Дартмут и на Универзитету Оксфорд, усвојио свој дoписнички псеудоним — Др Сус.
Године 1927. напушта Оксфорд и започиње своју каријеру као илустратор и карикатуриста за часописе Венити фер, Лајф као и многе друге публикације. Такође је радио маркетиншке кампање, од којих су најпознатије за компаније Филт и Стандард ојл, као политички карикатуриста за њујоршке новине ПМ. Своју прву дечију књигу, И да помислиш да сам то видео на Мулбери улици, објавио је 1937. године. Током Другог светског рата радио је анимације за америчку војску, где је режирао неколико кратких филмова.
Након рата, Гајзел одлучује да се фокусира само на дечије књиге, и тада пише неке од својих класика као што су: Када бих водио зоолошки врт (енгл. If I Ran the Zoo), Када бих водио циркус (енгл. If I Ran the Circus), Мачка у врећи (енгл. The Cat in the Hat) као и многе друге. Током своје дуге каријере објавио је преко 60 ауторских дела, од којих су настале безбројне адаптације, у које спада и 11 телевизијских емисија, 4 дугометражна филма, као и један мјузикл.

## Биографија

### Младост
Гајзел се родио и одрастао у Спрингфилду, у држави Масачусетс, у породици немачких емиграната.
Отац, Теодор Роберт Гајзел је био менаџер пиваре, док је мајка Хенријета, чије ће девојачко презиме Сјус Гајзел касније усвојити као псеудоним, била домаћица.
Студирао је на Дартмут колеџу, и 1925. године је дипломирао. Током студија постаје главни уредник ученичког часописа, као и члан братства. Једном приликом бива ухваћен док је пио џин, што је у то време било забрањено законом, као и конзумирање било ког алкохолног пића. Као директна последица тога бива му забрањено да пише чланке за студентски часопис. Да би могао да настави да пише, Гајзел усваја свој познати псеудоним Сјус.
Након дипломирања на Дартмут колеџу, уписује Линколн колеџ у Оксфорду, са жељом да докторира на тему енглеске литературе. Током својих студија упознаје Хелен Палмер, на чији савет одустаје од идеје да буде професор енглеског језика, и свој живот посвећује цртању карикатура.

## Каријера
Први посао добије у Лајфу, где успева да заради 25 долара на својој карикатури. Овај први посао га охрабрује да се пресели из Спингфилда у Њујорк, што он и чини 1927. године.
Касније те године добија посао у часопису Џаџ, као илустратор колумне хумористичкоког карактера. Добијање тог посла, као и финансијска сигурност коју је он носио, мотивише га да се те године ожени са Хелен. Његово прво дело, потписано под псеудонимом Сјус, објављено је тек 6 месеци након његовог запослења.
Године 1936, након повратка са пута по Европи, објављује своје прво дело — И да помислиш да сам то видео на Мулбери улици. Према Гајзелу, између 20 и 43 различитих издавача је одбило да објави ту књигу, док није срео познаника са колеџа који му је помогао да објави своје прво дело.
Након тога, Гајзел стиче своју репутацију радећи рекламе за Стандард ојл, у којем је био запослен од 1934. па све до 1941. године.
Са почетком Другог светског рата, Гајзел се окреће цртању политичких карикатура, и током рата црта преко 400 различитих карикатура које су биле објављиване у њујоршким новинама ПМ. Године 1942. Гајзел се окреће америчкој војсци, са жељом да помогне при регрутацији нових војника. У почетку је цртао постере, све док 1943. не постаје режисер у Америчкој војсци и започиње снимање пропагандних филмова. За своје пропагандне филмове освојио је академску награду за документарни филм.
Након рата, Гајзел се сели у Калифорнију, где се враћа писању дечијих књига. Током своје дуге каријере бива награђиван више пута. Такође, током послератног периода, почиње да пише и мјузикле, као и кратке приче.
Након дуге и мучне болести, његова жена Хелен 1967. извршава самоубиство. Гајзел се убрзо жени по други пут, својом дугогодишњом љубавницом. Иако је писао књиге за децу, Гајзел никада није имао своје деце и био је познат по својој узречици: „Ви их родите, ја ћу их забавити.” Септембра 1991. године, Гајзел умире у свом дому, од рака језика. Умро је у 88. години, и по његовој жељи кремиран је.
Једна од његових књига је Мачак у врећи из 1957. године.